# Lijst van voetbalinterlands Brazilië - Polen
Deze lijst van voetbalinterlands is een overzicht van alle officiële voetbalwedstrijden tussen de nationale teams van Brazilië en Polen. De landen speelden tot op heden twaalf keer tegen elkaar. De eerste ontmoeting, een achtste finale tijdens het Wereldkampioenschap voetbal 1938, werd gespeeld in Straatsburg (Frankrijk) op 5 juni 1938. Het laatste duel, een vriendschappelijke wedstrijd, vond plaats op 26 februari 1997 in Goiânia.

## Wedstrijden
| №  | Plaats         | Datum            | Competitie        | Wedstrijd        | Uitslag |
| -- | -------------- | ---------------- | ----------------- | ---------------- | ------- |
| 1  | Straatsburg    | 5 juni 1938      | WK 1938           | Brazilië – Polen | 6 – 5   |
| 2  | Belo Horizonte | 5 juni 1966      | Vriendschappelijk | Brazilië – Polen | 4 – 1   |
| 3  | Rio de Janeiro | 8 juni 1966      | Vriendschappelijk | Brazilië – Polen | 2 – 1   |
| 4  | Warschau       | 20 juni 1968     | Vriendschappelijk | Polen – Brazilië | 3 – 6   |
| 5  | München        | 6 juli 1974      | WK 1974           | Brazilië – Polen | 0 – 1   |
| 6  | São Paulo      | 19 juni 1977     | Vriendschappelijk | Brazilië – Polen | 3 – 1   |
| 7  | Mendoza        | 21 juni 1978     | WK 1978           | Brazilië – Polen | 3 – 1   |
| 8  | São Paulo      | 29 juni 1980     | Vriendschappelijk | Brazilië – Polen | 1 – 1   |
| 9  | Guadalajara    | 16 juni 1986     | WK 1986           | Brazilië – Polen | 4 – 0   |
| 10 | Ribeirão Preto | 17 maart 1993    | Vriendschappelijk | Brazilië – Polen | 2 – 2   |
| 11 | Recife         | 29 juni 1995     | Vriendschappelijk | Brazilië – Polen | 2 – 1   |
| 12 | Goiânia        | 26 februari 1997 | Vriendschappelijk | Brazilië – Polen | 4 – 2   |

## Samenvatting
| Competitie        | Totaal gespeeld | Winst Brazilië | Gelijk | Winst Polen | Doelsaldo Brazilië – Polen |
| ----------------- | --------------- | -------------- | ------ | ----------- | -------------------------- |
| WK-eindronde      | 4               | 3              | 0      | 1           | 13 − 7                     |
| Vriendschappelijk | 8               | 6              | 2      | 0           | 24 − 12                    |
| Totaal            | 12              | 9              | 2      | 1           | 37 − 19                    |

Wedstrijden bepaald door strafschoppen worden, in lijn met de FIFA, als een gelijkspel gerekend.

## Details

### Achtste ontmoeting
| Brazilië | 1 – 1 | Polen            |
| Zico 52' | goals | 7' Grzegorz Lato |

### Negende ontmoeting
| Brazilië                                                     | 4 – 0 | Polen |
| Sócrates 30' (pen.) Josimar 55' Edinho 79' Careca 83' (pen.) | goals |       |

### Tiende ontmoeting
| Brazilië                                 | 2 – 2 | Polen                                 |
| Piotr Świerczewski 30' (e.d.) Müller 42' | goals | 3' Jerzy Brzęczek 63' Robert Warzycha |

### Elfde ontmoeting
| Brazilië                               | 2 – 1 | Polen                 |
| Túlio Maravilha 3' Túlio Maravilha 56' | goals | 72' Andrzej Juskowiak |

### Twaalfde ontmoeting
| Brazilië                                         | 4 – 2 | Polen                                |
| Giovanni 8' Giovanni 27' Ronaldo 48' Ronaldo 72' | goals | 86' Cezary Kucharski 90' Marek Citko |